# Rau săn
Rau săn là một loại thực vật hoang dại, được phân loại vào nhóm rau rừng và được sử dụng làm nguyên liệu trong ẩm thực.

## Đặc điểm
Rau săn là một loại rau hoang dại được ghi nhận là mọc khắp các bờ suối, vườn chuối ở miệt rừng núi ở Việt Nam. Rau săn sinh sống quanh năm và đều xanh tốt nhưng đặc biệt phát triển mạnh vào thời điểm mùa đông. Rau săn có hình dáng bề ngoài gầy guộc, lá của rau có màu xanh, khi mọc những đọn non thì lá rau xanh mơn mở và xuất hiện những bông ra trông bề ngoài giống như bông nhãn lồng.

## Sử dụng
Rau săn được dùng làm nguyên liệu để chế biến thành món ăn ngon bổ, sử dụng khi trời nắng nóng. Trong đó nó được cùng để nấu canh sau săn theo kiểu nấu nguyên chất hoặc nấu canh với phụ gia như thịt heo ba chỉ băm nhỏ. Để chế biến, người ta thường chọn những lá rau non, hái về xắt nhỏ cho thịt heo ba chỉ đã băm nhỏ vào nồi nước, nêm gia vị khi nào thịt heo chín, cho rau săn vào nồi. Ngoài ra rau săn còn dùng làm nguyên liệu để nấu món canh cua.